# Epigynium
Epigynium é um género botânico pertencente à família Apocynaceae.

## Espécies
| - Epigynum auritum (Schneid.) Tsiang & P.T.Li - Epigynum cochinchinensis (Pierre) - Epigynum graciliflorum (Pit.) Pichon - Epigynum griffithianum Wight - Epigynum ridleyi King & Gamble |